# Coburg (Bajorország)
Coburg település Németországban, azon belül Bajorországban. Lakosainak száma 42 139 fő (2023. december 31.). Coburg Coburg járás községgel határos.

## Népesség
A település népessége az elmúlt években az alábbi módon változott:
| Lakosok száma | 24 701 | 48 969 | 46 244 | 41 022 | 40 994 | 41 257 | 41 071 | 41 249 | 40 955 | 42 139 |
|               | 1925   | 1970   | 1975   | 2012   | 2013   | 2015   | 2016   | 2019   | 2021   | 2023   |

## Fekvése
Lichtenfelstől északnyugatra, az Itz folyó völgyében, a Thüringiai-erdő (Thüringerwald) déli nyúlványainak lábánál fekvő település.

## Története
A település 1056 óta ismert, 1331 óta pedig város. 1353–1549 között szász hercegi rezidencia, majd 1826-tól 1918-ig a szász-coburgi-gothai hercegség egyik fővárosa volt. Bajorországhoz 1920 óta tartozik.
Az egykori hercegi kancellária (Cantzley) a városházával szemben található., mely 1596-1599 között épült. A jellegzetes erkéllyel díszített középület (Stadthaus), ma a városháza része.
Az eredetileg ferences kolostor céljára épült Ehrenburg-palota a hercegi család rezidenciája. Az angol gótika szerint újították fel Karl Friedrich Schinkel tervei alapján. Két egyenlőtlen tornya a 15. század elején készült.
A Veste Coburg bástyatornyos, várfallal körülvett épülete német földön a legnagyobb várak egyike: 464 m. magas dombon épült, legrégebbi részei a 12–13. századból valók. A magas erődített falak több belső udvart is rejtenek.

## Nevezetességek
- Ehnrenburg-palota (ép. 1543-1693), 1918-ig a Szász-Coburg Hercegség uralkodóinak rezidenciája
  - Palotakert (Hofgarten)
  - Természettudományi Múzeum (Naturwissenschaftliehes Museum) madártani gyűjteménye
- Fellegvár (Veste Coburg)
  - Fegyvertár (Zeughaus)
  - Képtár (Gemäldesammlung), a középkori festészet és szobrászat válogatott remekei, közöttük 25 Cranach-kép. Grafika- és rézkarcgyűjteménye több mint 10 000 rajzból és 340 000 rézkarcból áll.
- Szent Mór-templom (Morizkirche), a város legrégibb temploma (13. század)

## Itt születtek, itt éltek
- Luther Márton 1530-ban hat hónapig volt az itteni vár vendége. A várat 1909-1924 között állították helyre, és ma Luther emlékszoba is található benne.
- Frigyes Józsiás szász–coburg–saalfeldi herceg (1737–1815) tábornagy, német-római császári hadvezér.

## Galéria

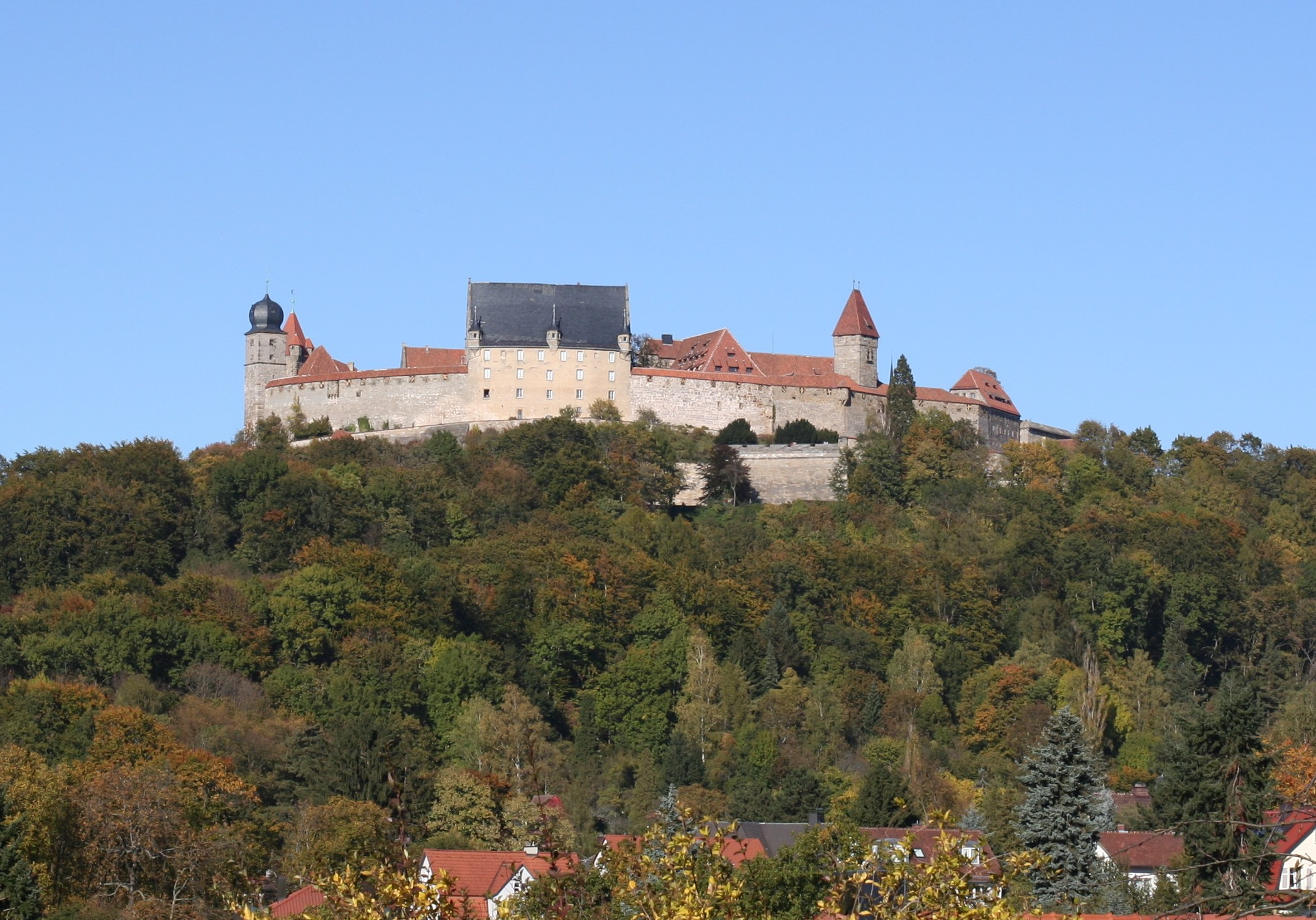
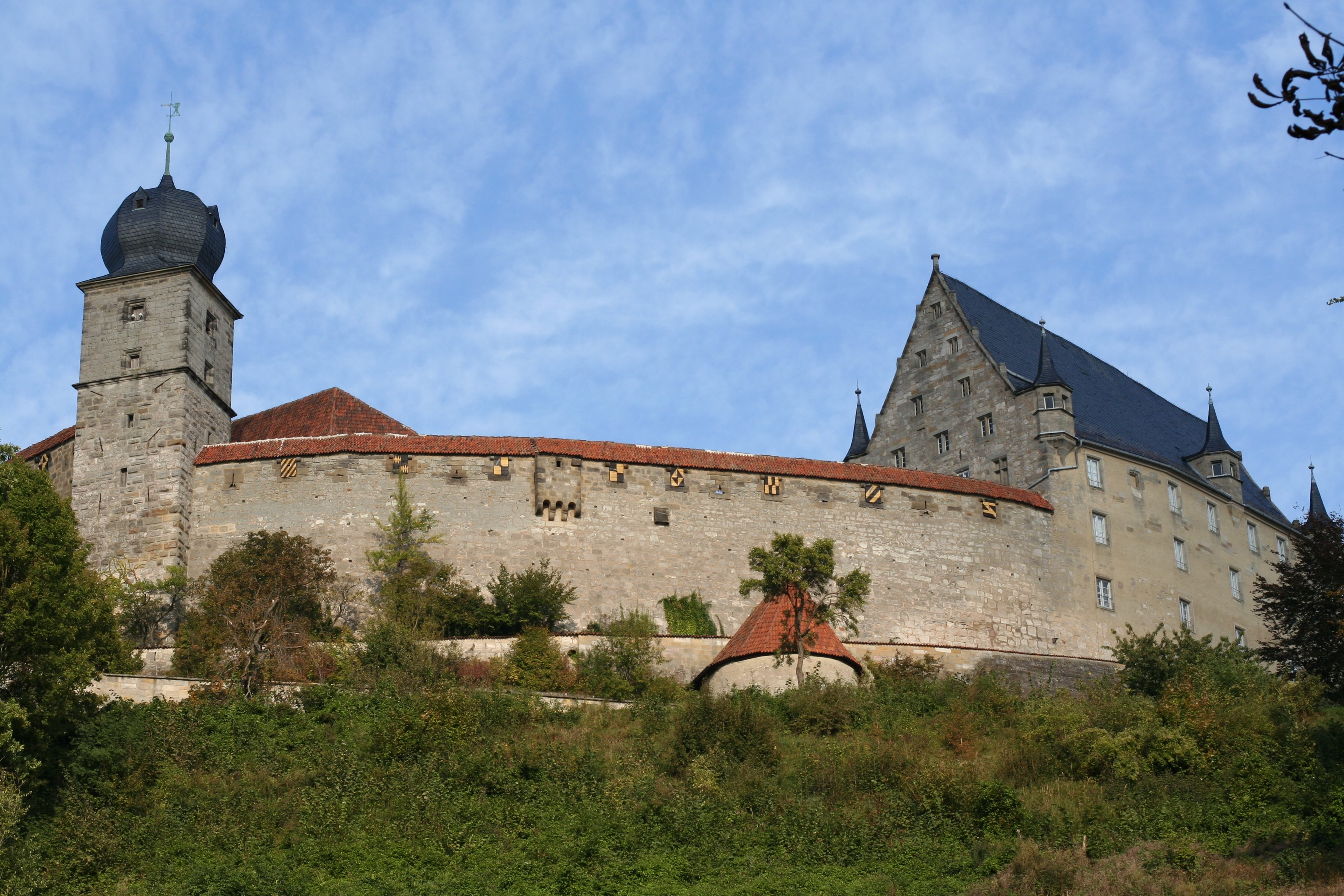
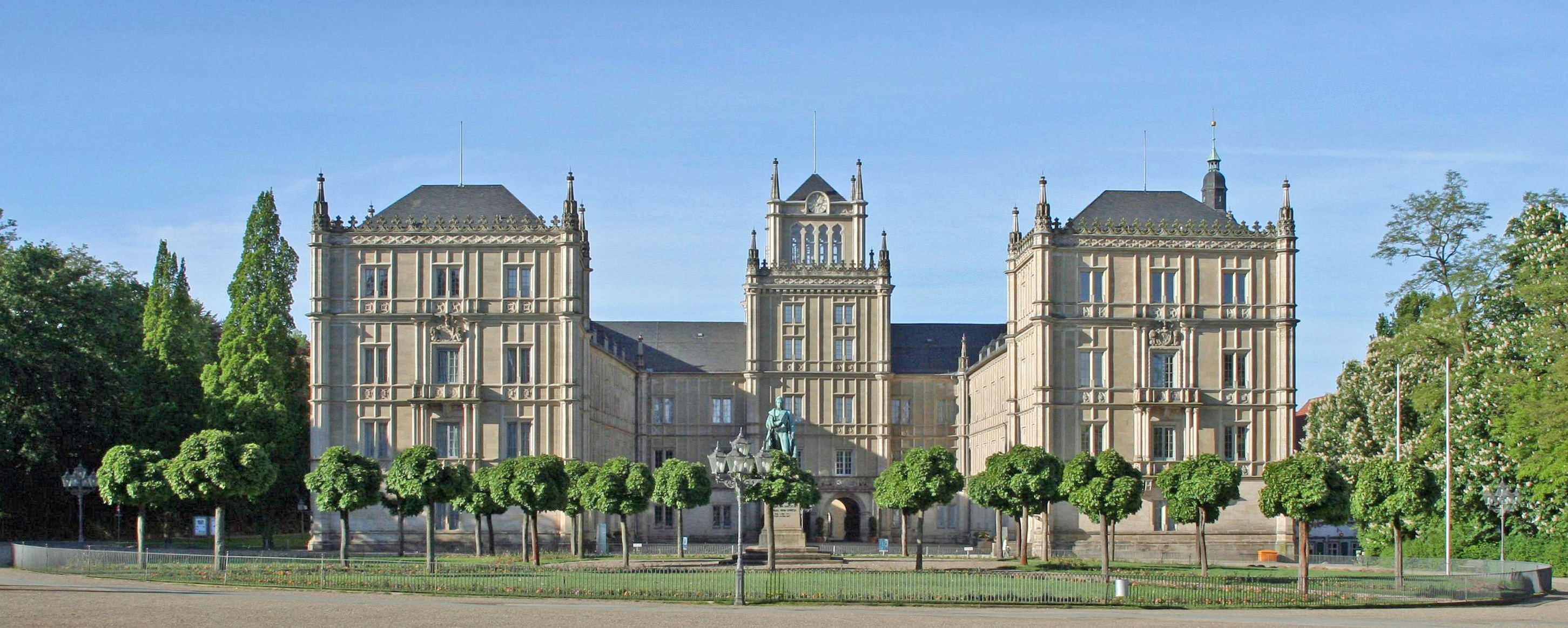
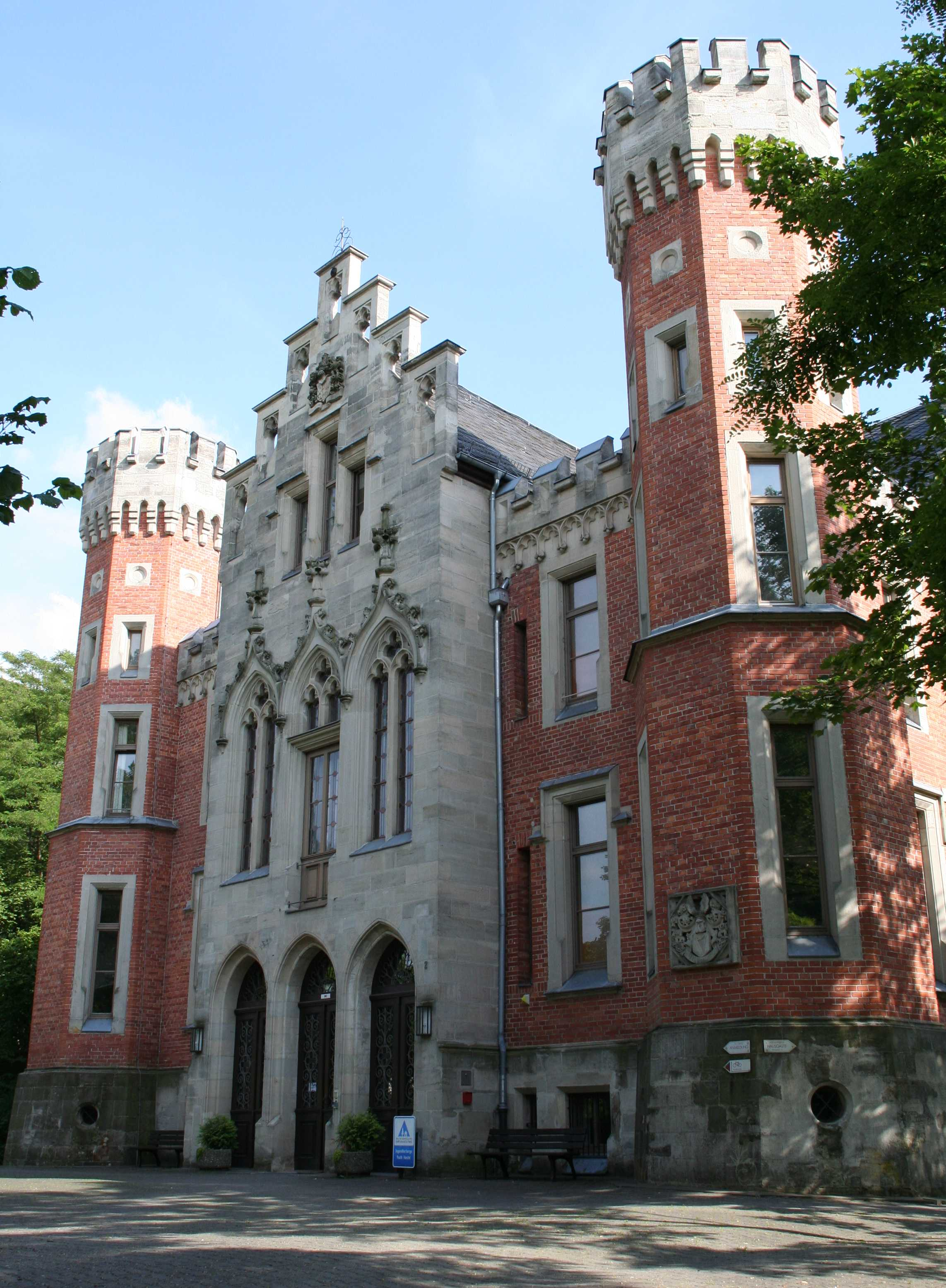
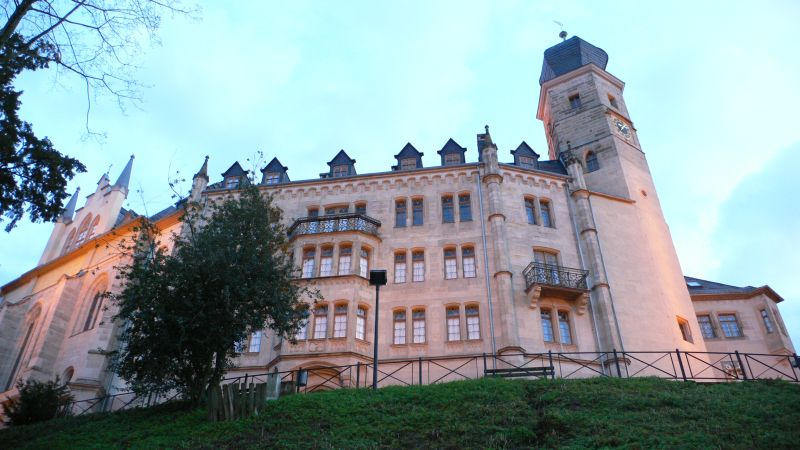
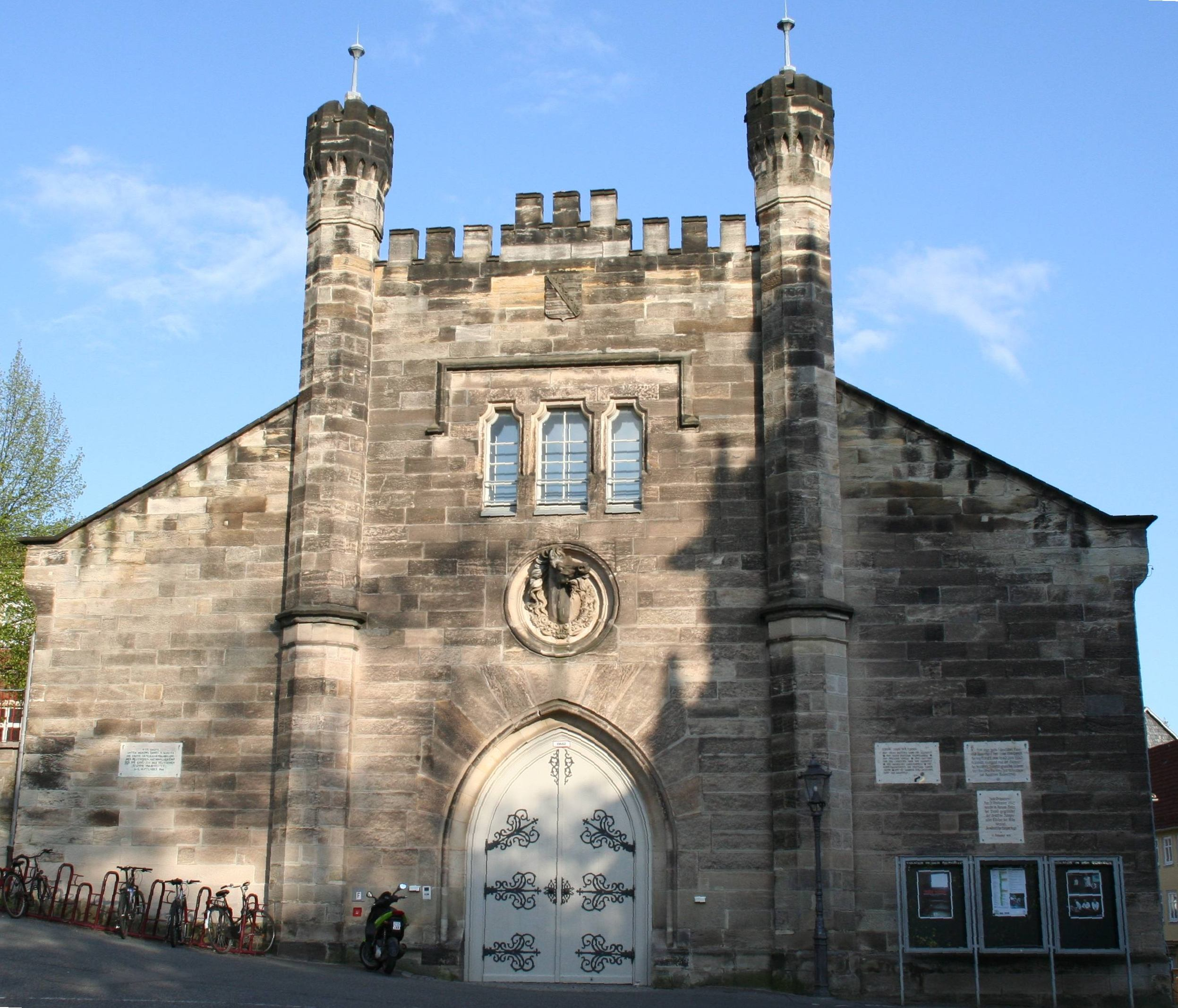
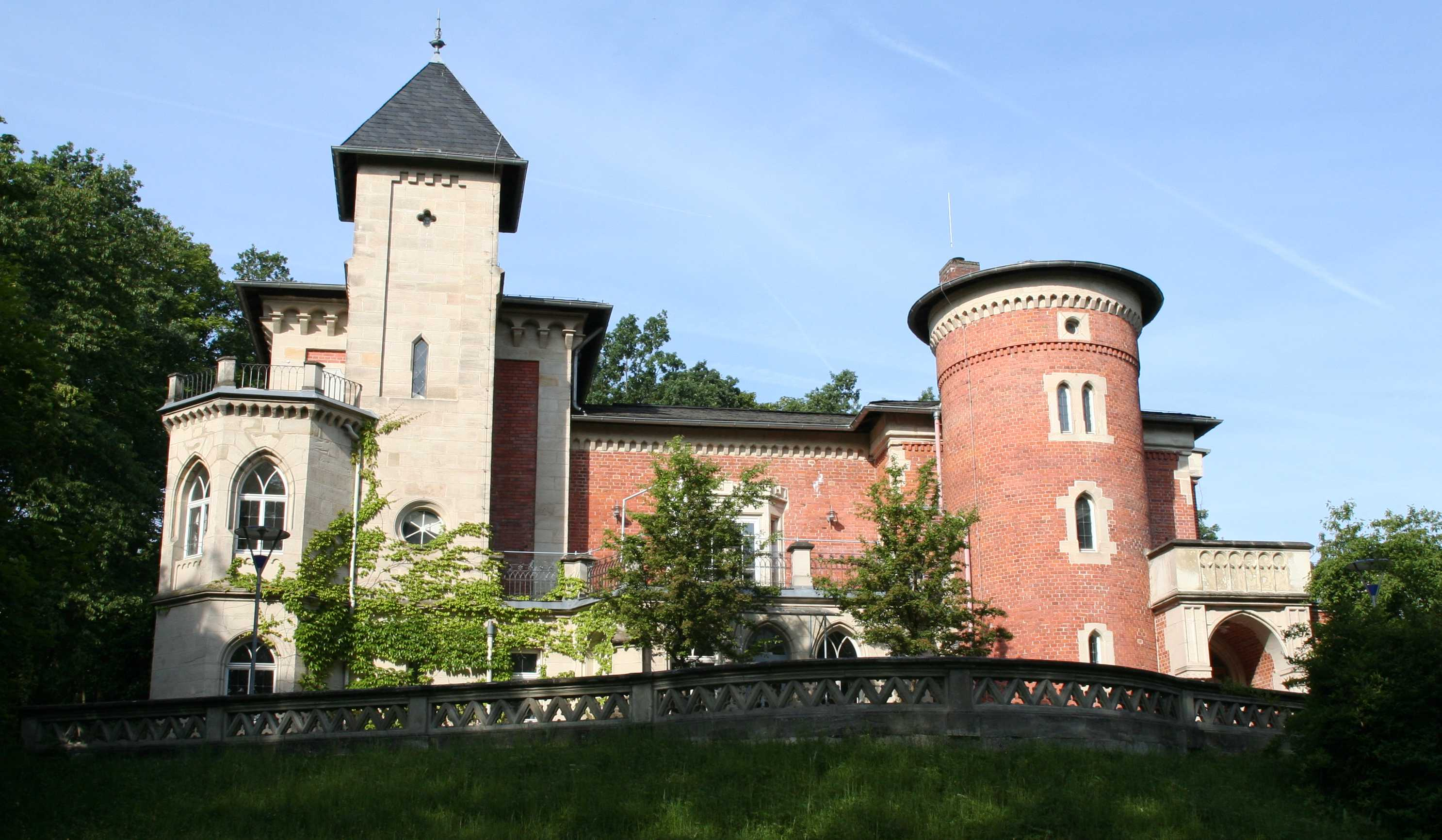
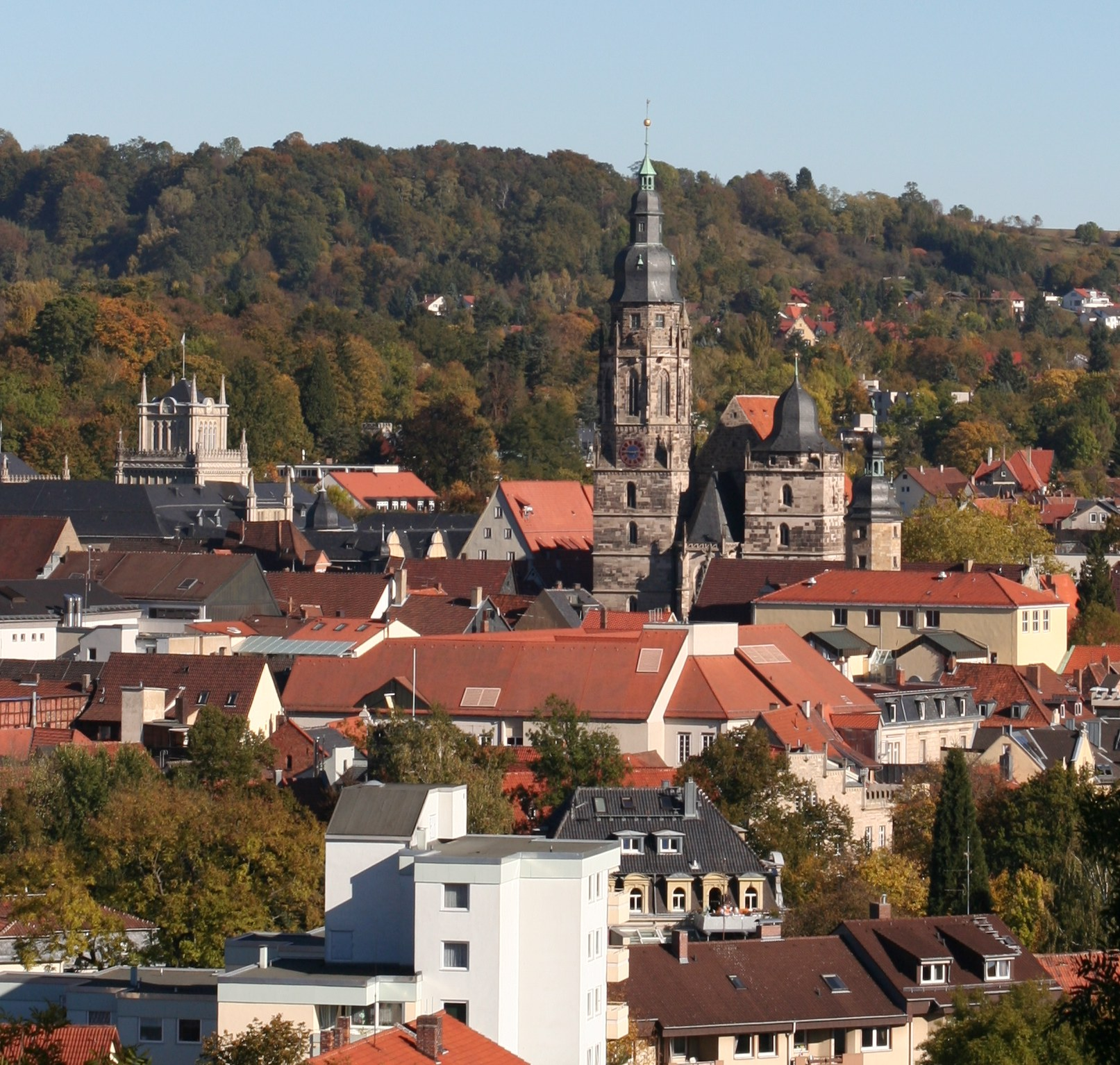
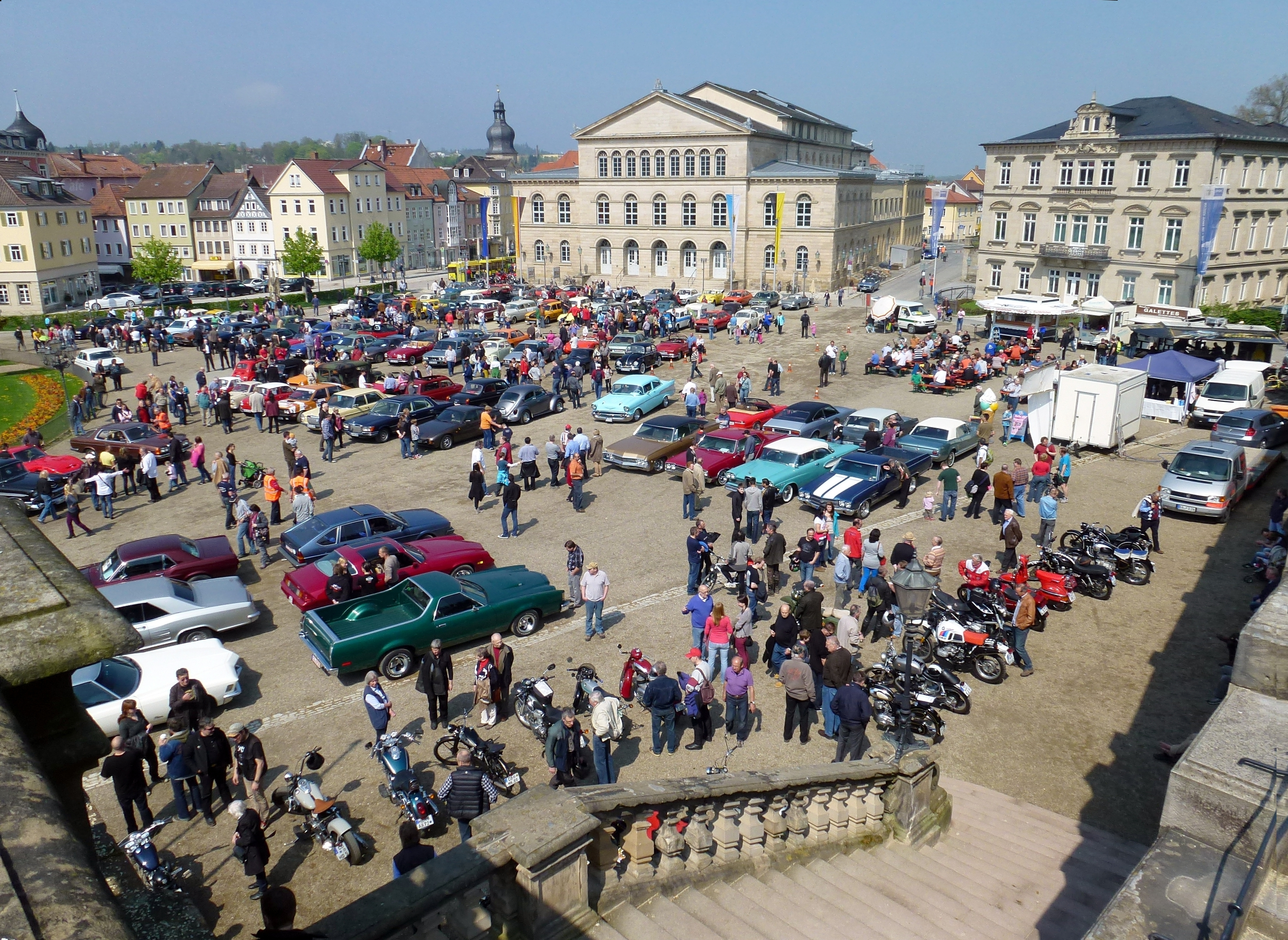